# Pietro Linari
Pietro Linari   (Florència, 15 d'octubre de 1896 - Florència, 1 de gener de 1972) va ser un ciclista italià que fou professional entre 1921 i 1936.
Durant la seva carrera professional aconseguí 23 victòries, entre elles la Milà-Sanremo de 1924, per davant de Gaetano Belloni i Costante Girardengo, i dues etapes al Giro d'Itàlia.

## Palmarès
Palmarès de Pietro Linari.
- 1922
  - 1r de la Copa Ginori
  - 1r al Circuit de l'Indiano a Florència
  - Vencedor d'una etapa al Giro d'Itàlia
  - Vencedor d'una etapa al Giro de la Província de Milà
- 1923
  - 1r al Cirtèrium dels Asos de Torí
  - 1r a la Milà-Mòdena
- 1924
  - 1r de la Milà-Sanremo
  - 1r al Giro dell'Emilia
  - Vencedor d'una etapa al Giro de la Província de Milà
- 1925
  - 1r al Critèrium de Ginebra
  - Vencedor d'una etapa al Giro d'Itàlia
- 1926
  - 1r al Critèrium de Ginebra
  - 1r als Sis dies de Nova York (amb Reginald McNamara)
  - Vencedor de 2 etapes al Giro de la Província de Milà
- 1927
  - 1r a la Volta a Frankfurt
  - 1r a la Volta a Wurtemberger
- 1928
  - 1r als Sis dies de Milà (amb Costante Girardengo)
- 1929
  - Campió d'Itàlia de velocitat
  - 1r als Sis dies de Stuttgart (amb Emil Richli)
- 1930
  - 1r al Circuit de l'Indiano a Florència
- 1931
  - 1r als Sis dies de París (amb Alfredo Dinale)
- 1934
  - 1r a Lucca
  - 1r a Bari

### Resultats al Giro d'Itàlia
- 1922. Abandona. Vencedor d'una etapa
- 1923. Abandona
- 1925. Abandona. Vencedor d'una etapa
- 1926. Abandona
- 1927. Abandona
- 1928. Abandona
- 1929. Abandona